# Челестино Росатели
Челестино Росатели (итал. Celestino Rosatelli; Белмонте ин Сабина, 8. април 1885. – Торино, 23. септембар 1945.) је био грађевински инжењер који се бавио конструкцијом авиона.

## Биографија
Дипломирао је као грађевински инжењер 1910. године, а одмах се посветио ваздухопловној конструкцији. Запослен током светског рата на техничком смеру војног ваздухопловства, прорачунао је авион SVA, који је био изузетно успешан током и после Великог рата. Од 1918. године био је технички директор Фијата и у том својству је пројектовао и направио око 20 типова авиона, који су увек значајно напредовали по својим аеродинамичким квалитетима и по својој конструктивној чврстоћи.

### Радна биографија
После завршених студија 1911. похађао је курс теорије и конструкције авиона на Ваздухопловној грађевинској школи, под вођством инжењера Родолфа Вердуција. У истом периоду постаје асистент механике примењене у грађевинарству за мостове. Парлелно са грађевинарством бави се и авијацијом. Заједно са Умбертом Савојом и Вердуциом је радио статички прорачун на пројекту SVA из 1916. Прототип новог ловца изграђен је 1917. године у компанији Ансалдо. Његова репутација као пројектанта почела је да привлачи пажњу италијанске ваздухопловне индустрије, а сенатор Ђовани Ањели је затражио и добио дозволу од Генералштаба да буде распоређен на техничког руководства Пројектне канцеларије Фијата, што је и учинио током 1918. године.
Први пројекат који је реализован за Фиат је извиђачки Фиат R.2, а затим и двокрилни бомбардер BR. Између два светска рата био је плодан конструктор ловачких и бомбардерских авиона за ФИАТ. Крајем 1920-те направио је Фиат R.700, велики тркачки двокрилац који је 1921., током Купа „Деутсцх де ла Меуртхе” (Deutsch de la Meurthe) поставио је рекорд брзине на стази од 100 км брзином од 298 km/h. Између 1923. и 1942. године дизајнирао је и направио свих четрдесет типова авиона, док је осталих једанаест, иако пројектовани, никада нису направљени. Пројектовао је читаве серије ловаца CR. и бомбардера BR.. Најпознатији авиони су му били: CR.20 (преко 700 примерака), CR.32 (1.212 примерака) и CR.42 (нешто мање од 1.800 примерака).
Умро је у Торину, непосредно по завршетку Другог светског рата, 23. септембра 1945. Посвећена му је улица и Институт за високо образовање у Риетију, као и вртић у Белмонтеу у Сабини. Њему као изузетном стручњаку аеронаутичару посвећана је и ова страница.

### Пројекти авиона
| - Фиат A.120Ady (1926) - Фиат APR.2 (1935) - Фиат AS.1 (1928) - Фиат ARF (1920) - Фиат BR (1919) - Фиат BR.1 (1924) - Фиат BR.2 (1925) - Фиат BR.3 (1930) - Фиат BR.4 (1934) | - Фиат BR.20 (1936) - Фиат BRG (1931) - Фиат C.29 (1929) - Фиат C.R. - Фиат CR.1 (1924) - Фиат CR.10 (1925) - Фиат CR.20 (1926) - Фиат CR.25 (1937) | - Фиат CR.30 (1932) - Фиат CR.32 (1933) - Фиат CR.42 (1938) - Фиат CR.44 - Фиат R.2 (1918) - Фиат R.22 (1926) - Фиат R.700 (1920) - Фиат TR.1 |